# Darrell Waltrip

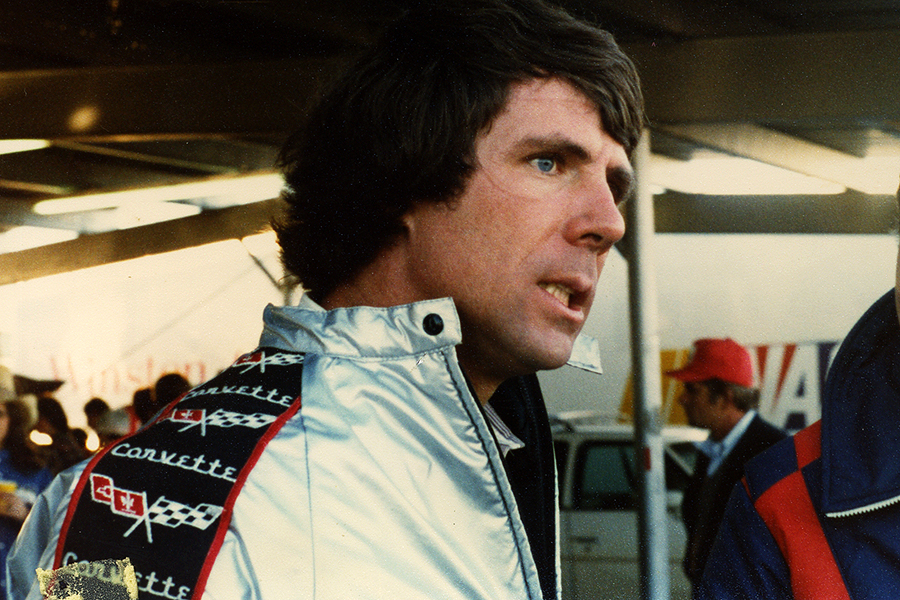
Darrell Waltrip (1979)

Darrell Lee Waltrip (* 5. Februar 1947 in Owensboro, Kentucky) ist ein ehemaliger US-amerikanischer NASCAR-Rennfahrer, dreifacher Meister im Winston Cup, ehemaliger NASCAR-Teambesitzer und Sportkommentator für FOX.

## Anfänge

### Lokaler Rennfahrer
Waltrip fuhr schon früh Rennen auf dem Kentucky Motor Speedway und dem Ellis Raceway nahe seiner Heimatstadt Owensboro, Kentucky. Nach ersten Erfolgen zog er nach Nashville, Tennessee und fuhr auf dem Nashville Speedway USA auf den Tennessee State Fairgrounds, auf dem er zweimal die Streckenmeisterschaft gewinnen konnte. Auch war Waltrip im lokalen Fernsehprogramm zu sehen, wo er Werbung für die wöchentlich stattfindenden Rennen auf dem Speedway machte. Dabei scheute er keine regelmäßigen Auftritte in einer Fernsehshow, während andere Fahrer Auftritte absagten. In der Show wurde sich oftmals über die anderen Fahrer lustig gemacht, so beispielsweise über Coo Coo Marlin oder James Buford.
Die Fans mochten diese Art nicht besonders, aber das Management der Rennstrecke war über die Auftritte erfreut, half es doch Eintrittskarten zu verkaufen, weswegen Waltrip vielfach extra Geld für seine Werbeauftritte erhielt. In seine Aktionen bezog er auch den Radiomoderator Ralph Emry mit ein, der maßgeblichen Einfluss auf die Entwicklung von Waltrips Mundwerk hatte. So war Waltrip in den 1980er Jahren Ersatz für Emrys Fernsehshow.

### NASCAR
Waltrip startete in der Cup-Serie in der Saison 1972 mit einem alten Mercury Cyclone, der ursprünglich der Ford von Mario Andretti war, der bei dessen Sieg beim Daytona 500 im Jahre 1967 zum Einsatz kam. Der Wagen wurde später in einen Mercury Cyclone für Rolf Stommelen und dessen Einsatz auf dem Talladega Superspeedway umgebaut, bevor Waltrip ihn aufkaufte. Er war Waltrips Einsatzwagen für seine ersten Saisons.
Nach dem Wechsel in die Cup-Serie bekam Waltrip wegen seines aggressiven Fahrstils und seiner direkten Art den Spitznamen „Jaws“ in Anlehnung an den Film „Jaws“ („Der weiße Hai“). Ursprünglich kam dieser Spitzname von seinem Kontrahenten Cale Yarborough, als er nach einem Unfall interviewt wurde, bei dem Waltrip ihn aus dem Rennen beförderte. Er selbst bevorzugte hingegen die Spitznamen „D.W.“ oder „D-Dubya“, zollte Yarborough aber Anerkennung, als er beim nächsten Rennen einen aufblasbaren Spielzeughai in der Boxengasse platzierte. Der Spitzname „Jaws“ verhärtete sich, als Waltrip einen berühmten Kommentar über seinen Rivalen Dale Earnhardt abgab, in dem er behauptete er könne über Dale und sein Team sagen was immer er wolle, weil sie sowieso nicht in der Lage wären, es zu lesen.
Auf dem Höhepunkt seiner NASCAR-Karriere in den frühen 1980er Jahren wurde Waltrip oftmals von den Fans ausgebuht, aber durch Witz und lustige Alberei überzeugte er viele seiner Kritiker. So brachte er nach einem Sieg auf dem Siegerpodest die ihn ausbuhende Menge zum Schweigen, als er sie mit Boo if you love D.W. aufforderte ihn auszubuhen, wenn sie ihn lieben würden. Seinen Sponsor Mountain Dew erfreute Waltrip mit Aussagen wie They were saying Dew! („Sie haben ‚Dew‘ gesagt!“).
Waltrips Erfolg sorge zudem für eine weitergehende Bekanntheit des Buick GNX, da der von ihm gefahrene Buick Regal als Plattform für den GNX diente.
Während seiner Karriere gewann Waltrip insgesamt 84 Rennen, wobei er aber einen Sieg beim Talladega 500 in der Saison 1977 erzielte, der aber Donnie Allison zugerechnet wurde, da er nur als Auswechselfahrer eingesetzt war.

## Späte 1980er Jahre
Waltrips Erfolg mit Teambesitzer Junior Johnson führte zu drei Meistertiteln im Winston Cup. Gleichzeitig mehrten sich aber auch Bedenken innerhalb seiner Freunde. So machte sich Cortez Cooper, sein Pastor, Gedanken über Budweiser als Hauptsponsor. Nachdem sich auch Eltern beschwerten Waltrip würde die Idee von Alkohol, schnellen Autos und Erfolg propagieren, dachte er ernsthaft über einen Teamwechsel nach. Am Ende der Saison 1986 wechselte er zu Hendrick Motorsports mit Procter & Gambles Marke „Tide“ als Sponsor.
Während des Jahres 1986 begannen Waltrip und Hendrick eine Partnerschaft außerhalb der Rennstrecke und eröffneten ein Honda-Autohaus in Franklin, Tennessee, das 1994 um eine Volvo-Abteilung ergänzt wurde.

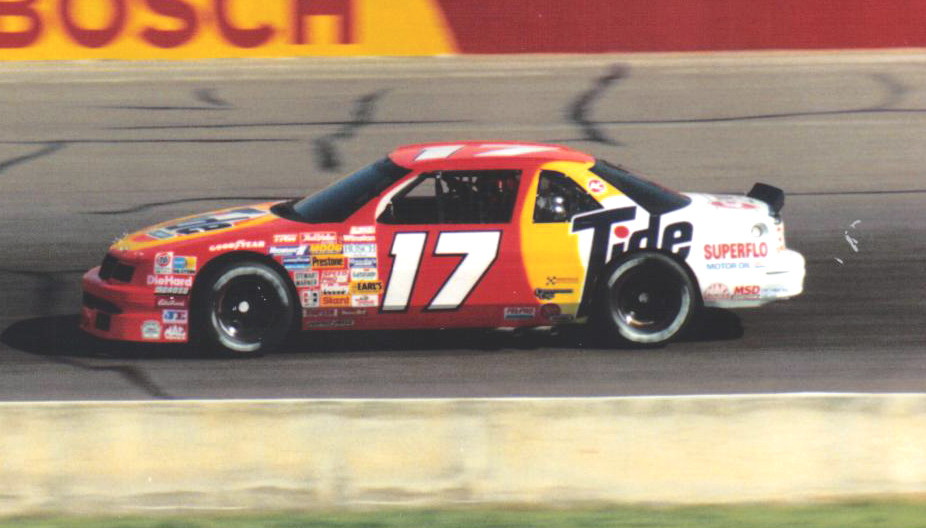
Waltrips Auto der Saison 1989

In der Saison 1989 gewann Waltrip das erste Mal in seiner Karriere das Daytona 500, welches in einem Glücksspiel endete, welcher Fahrer noch genügend Benzin im Tank hatte. Im Interview nach dem Rennen mit CBS-Boxenreporter Mike Joy rief Waltrip die mittlerweile berühmten Worte I won the Daytona 500! I won the Daytona 500! („Ich habe das Daytona 500 gewonnen! Ich habe das Daytona 500 gewonnen!“).
Nachdem Waltrip bei der Entwicklung des neuen Chevrolet Lumina im Jahre 1989 und ihm zum ersten Sieg beim Coca-Cola 600 auf dem Lowe’s Motor Speedway verhalf –für Waltrip war es sein fünfter Sieg beim Coca-Cola 600 – bereitete er sich auf das letzte große Rennen vor, bei welchem ihm noch zum Sieg fehlte und womit er gleichzeitig den Bonus von einer Million US-Dollar, die sogenannte Winston Million, einstreichen konnte: das Southern 500 auf dem Darlington Raceway. Der Druck auf Waltrip sorgte dafür, dass er früh im Rennen die Mauer berührte und das restliche Rennen kein ernsthafter Siegesanwärter mehr war.
Den Erfolg der Saison 1989 konnte er allerdings nicht mit in die darauffolgende Saison mitnehmen und blieb eine ganze Saison ohne Sieg. Im Training zum 500. Start seiner Karriere beim Pepsi 400 kam sein Wagen auf ausgelaufenem Öl ins Schleudern in wurde seitlich von Dave Marcis gerammt. Dabei brach er sich beide Arme, ein Bein und erlitt eine Gehirnerschütterung. Auf dem Pocono Raceway kehrte Waltrip auf die Rennstrecke zurück, fuhr allerdings nur eine Runde und übergab daraufhin den Wagen an Auswechselfahrer Jimmy Horton. Obwohl er fünf Rennen pausieren musste, beendete er die Saison dennoch als 20. in der Meisterschaft. 1990 blieb Waltrip erstmals seit 1974 sieglos.

## Fahrer und Teambesitzer
Ende der Saison 1990 starteten Waltrip und sein Crew Chief Jeff Hammond mit DarWal Inc. ein eigenes Team. Zuvor besaß Waltrip in den 1970er Jahren bereits ein eigenes Team, bevor es von Bud Moore Engineering aufgekauft wurde. Die erste Saison als Fahrer und Teambesitzer verlief relativ erfolgreich, als er zwei Siege einfahren konnte und Achter in der Meisterschaft wurde. In der Saison 1992 folgten drei weitere Siege, darunter sein lange ersehnte Sieg beim Southern 500 in Darlington. Diese Saison, die Waltrip als Neunter in der Meisterschaft beendete, war zudem die letzte, in der er einen Sieg einfahren konnte.
Für 1993 nahm er den Motorenbauer Lou LaRose von Richard Childress Racing sowie Barry Dodson als Crew Chief unter Vertrag. Waltrip selbst erzielte vier Top-10-Ergebnisse mit einem dritten Platz als bestes Resultat. Die Saison 1994 sollte die letzte werden, die er mit Platz neun unter den Top 10 der Meisterschaft beendete. Dafür war er ein konstanter Fahrer, als er 40 Rennen ohne Ausfall beendete. Der einzige Motorschaden während dieser Zeit ereignete sich nach dem Überqueren der Ziellinie.
Die Saison 1995 beendete Waltrip als 16. in der Meisterschaft und wurde von einem Unfall beim Winston überschattet, als er für mehrere Wochen Ersatzfahrern das Steuer überlassen musste. In der zweiten Saisonhälfte erzielte Waltrip beim NAPA 500 die letzte Pole-Position seiner Karriere.
Im Jahre 1996 lieferte Waltrip zwei Top-10-Ergebnisse ab. Während das Jahr eines der profitabelsten für ihn war, fielen seine Ergebnisse kontinuierlich ab. Beim UAW-GM Quality 500 konnte sich Waltrip zum ersten Mal seit über 20 Jahren nicht für ein Rennen qualifizieren. Da sich auch Terry Labonte nicht direkt für das Rennen qualifiziert hatte, konnte er die Meister-Regel als ehemaliger Meister der Serie in Anspruch nehmen, da sein Titel kürzer zurücklag als der von Waltrip. Da er auch in den Punkten der Wagenbesitzer zu weit hinten lag, schied diese Form der Qualifizierung auch aus. Gegen Ende der Saison hatte das Team Probleme Sponsoren zu finden. Erst in letzter Minute konnte ein Sponsorenvertrag mit Speedblock für die Saison 1998 abgeschlossen werden. Da Speedblock nur einen Teil der vereinbarten Summe zahlte, wurde der Vertrag gekündigt. Da Waltrip zu diesem Zeitpunkt nahezu bankrott war, verkaufte er das Team an Tim Beverly.
Beverly entschied sich nicht direkt zu Beginn der Saison 1999 mit dem Team an den Start zu gehen, sondern es zunächst neu aufzubauen. Waltrip unterzeichnete einen Vertrag mit Dale Earnhardt, Inc., um für den verletzten Rookie Steve Park im Chevrolet mit der Startnummer 1 einzuspringen. Während dieser Zeit erzielte Waltrip einen fünften Platz beim California 500 und führte bis kurz vor Schluss beim Pocono 500, welches er als Sechster beendete.

## Letzte Jahre
Beverly brachte Waltrips ehemaliges Team zum Allstate 400 at the Brickyard der Saison 1999 wieder an den Start und Waltrip stieg in den Wagen mit der Startnummer 35. Zum Ende der Saison verließ er das Team und dachte kurz über den Wechsel in den Ruhestand nach. Aber er unterzeichnete bei Haas-Carter Motorsports und fuhr in der Saison 2000 den Ford Taurus mit der Startnummer 66. Insgesamt sieben Mal konnte er sich aufgrund der neuen Qualifying-Regel nicht qualifizieren. Sein bestes Rennen lieferte Waltrip beim Brickyard 400 ab, als er sich für die erste Startreihe qualifizierte und das Rennen als Elfter beendete. Seine letzte aktive Saison beendete er als 36. in der Meisterschaft.

## Craftsman Truck Series
Im Jahre 1995 gründete Waltrip ein Team in der Craftsman Truck Series. Das erfolgreichste Jahr des Teams war die Saison 1997, als Rich Bickle drei Rennen gewann und Zweiter in der Meisterschaft wurde. Mit dem Verlust seines Sponsors in der Cup-Serie zum Ende des Jahres 1997 verlor er auch gleichzeitig den Sponsor seines CTS-Teams. Waltrip schloss daraufhin das Team und kehrte erst im Jahre 2004 im Rahmen des Entwicklungsprogramms von Toyota in die Serie zurück.
Zusammen mit dem japanischen Industriegiganten NTN als Sponsor und David Reutimann ging er als Teambesitzer in der Saison 2004 an den Start. Nach Reutimanns Titel als Rookie des Jahres vergrößerte Waltrip das Team in der darauffolgenden Saison auf zwei Wagen. Der erste Sieg des wiederauferstandenen Teams war beim Toyota Tundra 200 auf dem Nashville Superspeedway mit Reutimann am Steuer.

## Sportkommentator
Nach seinem Rücktritt vom aktiven Rennsport unterzeichnete Waltrip einen Vertrag mit FOX und wurde einer von zwei Analysten während der NASCAR-Übertragungen. Sein erstes kommentiertes Rennen war das Daytona 500 im Jahr 2001, das von seinem Bruder Michael gewonnen wurde und in dem Dale Earnhardt seinen tödlichen Unfall hatte.
Sein Stil als Kommentator führte zu kontroversen Meinung während Waltrips ersten Sendungen. Eine Woche nach dem Tod der NASCAR-Legende Dale Earnhardt beim Daytona 500 des Jahres 2001 führte Waltrip ein Interview mit NASCAR-Präsident Mike Helton im Vorfeld der Übertragung vom North Carolina Speedway. Waltrip war überzeugt, dass die vier Toten in den vorangegangenen zehn Monaten, jeweils durch einen Schädelbasisbruch, zu viel wären und war nicht schüchtern, Helton nach einer Erklärung zu fragen.
Er setzte sich für einen vorgeschriebenen Kopf- und Nackenschutz ein, und nur zwei Wochen später auf dem Atlanta Motor Speedway stellte er ein solches Schutzsystem vor. Sieben Monate später schrieb NASCAR das System zwingend vor, nachdem Blaise Alexander während eines Rennens der ARCA Racing Series nach dem Qualifying zum UAW-GM Quality 500 tödlich verunglückte.
Beim Schwenken der grünen Flagge zum Rennstart war er auf der Suche nach einer interessanteren Ansprache als bisher üblich. Legendär sind seine Anfangsworte „Boogity, boogity, boogity!“. Diese hat er aus dem ersten Stück The Streak auf dem Album Boogity Boogity von Ray Stevens.
Im Jahre 2007 wurde Waltrip für einen Emmy in der Kategorie „Outstanding Event Analyst“ nominiert.
Sein letztes Rennen kommentierte er am 23. Juni 2019.

## Sonstiges
Darrells jüngerer Bruder Michael war ebenfalls aktiver NASCAR-Rennfahrer und Sieger des Daytona 500 der Jahre 2001 und 2003. Da Darrell und Dale Earnhardt gute Freunde waren, war Darrell beim Sieg seines Bruders beim Daytona 500 im Jahre 2001, dem ersten Rennen, das er für das Fernsehen kommentierte, hin- und hergerissen, da Earnhardt bei diesem Rennen ums Leben kam.
Waltrip geht seit seinem Rücktritt gelegentlich bei weniger als einer Handvoll Rennen in der Craftsman Truck Series und Nationwide Series an den Start, üblicherweise auf dem Martinsville Speedway oder dem O’Reilly Raceway Park at Indianapolis.

## Bücher
Waltrip ist ebenfalls erfolgreich im Bereich der Printmedien. So war er Titelthema im christlichen „Guideposts Magazine“, welches auch über sein letztes Rennen in der Saison 2000 berichteten. Im Jahre 2003 erschien in der Verlagsgruppe Pearson seine Autobiographie. Im Jahre 2004 folgte die Biographie „DW: A Lifetime Going Around in Circles“. Im Mai 2004 war Waltrip der zweite Sportler, über den mit „Darrell Waltrip One-on-One: The Faith that took him to the Finish Line“ ein Buch in Jay Cartys One-on-One-Serie von devotionalen Büchern erschien.